# أنتوني راجو
أنتوني راجو هو سياسي هندي، ولد في 18 نوفمبر 1954 في ثيروفانانثابورام في الهند. نشط حزبياً في Janadhipathya Kerala Congress ‏. وقد انتخب عضو المجلس التشريعي ولاية كيرالا ‏.